# José Donoso

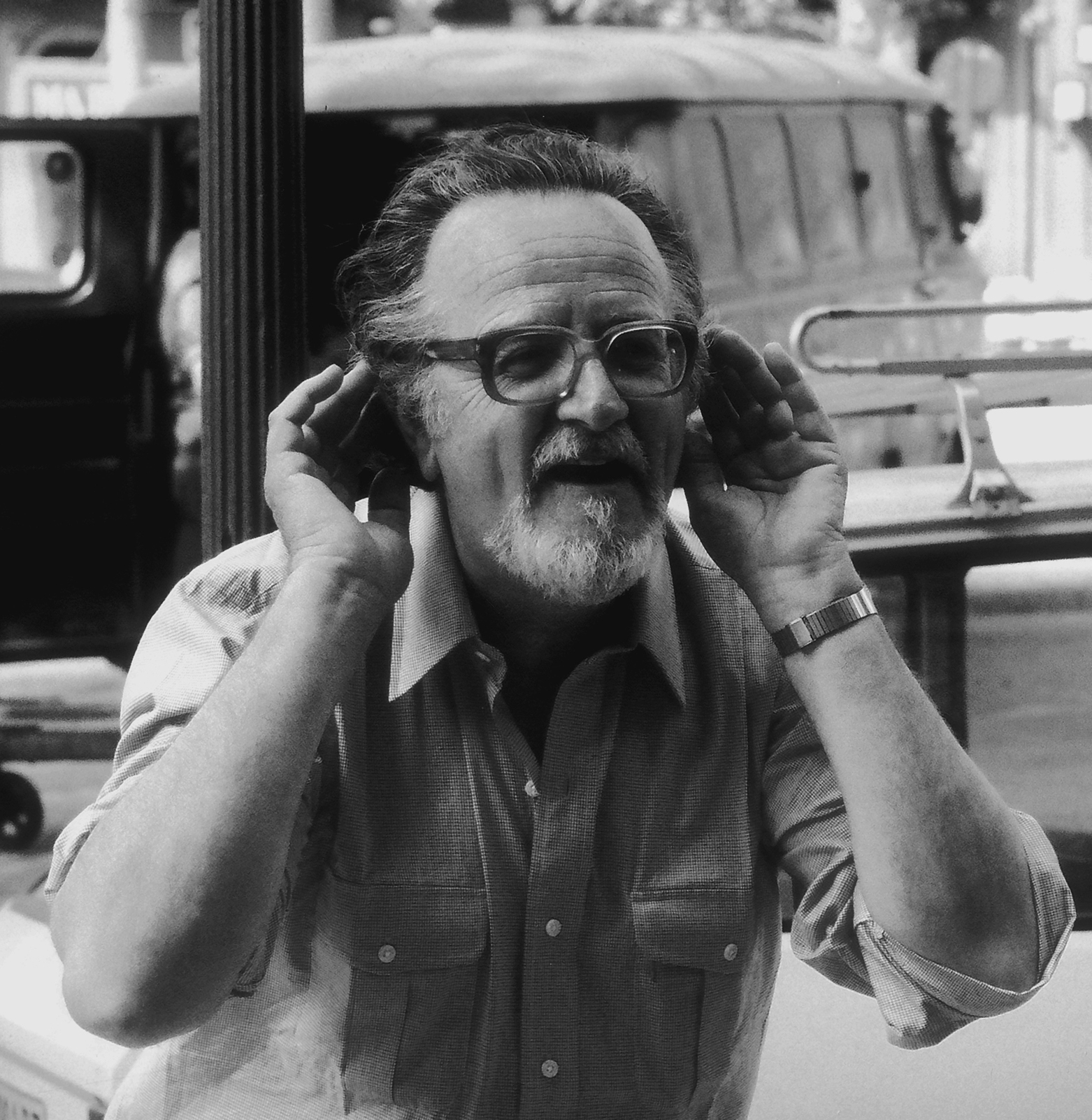
José Donoso (1981)

José Donoso (* 5. Oktober 1924 in Santiago de Chile; † 7. Dezember 1996 ebenda; eigentlich José Donoso Yáñez) war ein chilenischer Schriftsteller. Er war einer der führenden Autoren des „Booms“ in der lateinamerikanischen Literatur der 1960er und 1970er Jahre. Seine Werke, die oft die Oberschicht der chilenischen Gesellschaft kritisierten, waren von Komplexität und Pessimismus gezeichnet, die er in Geschichten voll düsterem Surrealismus und Ironie verarbeitete.

## Biografie
Nachdem Donoso drei Jahre am Pädagogischen Institut der Universidad de Chile studiert hatte, erhielt er ein zweijähriges Stipendium für die Princeton University. An dieser absolvierte er 1951 den Bachelor. Während seiner Zeit in Princeton brachte er Erzählungen auf Englisch heraus. Anschließend arbeitete er als Dozent für englische Literatur und für Englisch an Universitäten in Chile, aber auch als Journalist.
1956 verlieh ihm die Stadt Santiago de Chile einen Preis für seine erste Kurzgeschichtensammlung. Im Jahr darauf veröffentlichte er seinen ersten Roman Die Krönung, dessen englischsprachige Übersetzung 1962 mit dem William Faulkner Foundation Prize ausgezeichnet wurde. Dieser Roman handelt vom fünfzigjährigen Andrés, der allein in einem Haus mit seiner tyrannischen Großmutter lebt und scheitert, als er sich an die junge Pflegerin der Großmutter heranmachen will. Die Großmutter in diesem Werk ist Donosos eigener Großmutter nachempfunden, die in den frühen 1930er Jahren ins Haus seiner Eltern eingezogen war.
1958 reiste Donoso nach Buenos Aires, wo er in Kontakt mit wichtigen argentinischen Schriftstellern wie etwa Jorge Luis Borges kam und seine spätere Ehefrau kennenlernte. 1964 verließ er Chile und kehrte für siebzehn Jahre nicht zurück. In dieser Zeit lebte er vor allem in Spanien, aber auch in den Vereinigten Staaten. In diesen Jahren schrieb er seine bekanntesten Romane. Als Protagonisten für seinen 1965 publizierten Roman Ort ohne Grenzen wählte er einen Transvestiten in einem Dorfbordell, das immer weniger Kunden verzeichnen kann und die Hauptperson dadurch in ein immer größeres Unglück stürzt. Dieses Werk wurde 1978 von Arturo Ripstein verfilmt. Der obszöne Vogel der Nacht aus dem Jahr 1970 handelt von einem gescheiterten Schriftsteller inmitten einer alptraumhaften Atmosphäre. In Das Landhaus, 1978 erschienen, freundet sich ein Kind aus einer gutbürgerlichen Familie mit Indios an, was von seiner Familie stark missbilligt wird.
1986 schrieb der Autor mit Die Toteninsel einen kritischen Roman über das Leben in Chile unter der Diktatur Augusto Pinochets. 1990 prämierte man ihn mit dem Premio Nacional de Literatura de Chile, der höchsten Auszeichnung für Literatur in Chile.
1996 starb Donoso im Alter von 72 Jahren nach zweijähriger Krankheit an Leberkrebs. Bis zuletzt hatte er gearbeitet und noch kurz vor seinem Tod den Roman El mocho fertiggestellt, der posthum verlegt wurde.
2010 veröffentlichte seine Adoptivtochter Pilar Donoso (1967–2011) eine Biographie über ihren Vater und dessen Familie mit dem Titel Correr el tupido velo (zu deutsch: Den dichten Schleier zuziehen).

## Werke
- Verano y otros cuentos (Kurzgeschichten), 1955
- Coronación (Roman), 1957, dt. Die Krönung, 1980
- El charleston (Kurzgeschichten), 1960
- El lugar sin límites (Roman), 1965, dt. Ort ohne Grenzen, 1976
- Este domingo (Roman), 1966
- El obsceno pájaro de la noche (Roman), 1970, dt. Der obszöne Vogel der Nacht, 1975
- Historia personal del boom (Essay), 1972
- Tres novelitas burguesas (Roman), 1973
- Casa de campo (Roman), 1978, dt. Das Landhaus, 1986
- La misteriosa desaparición de la marquesita de Loria (Roman), 1980, dt. Die Marquesita, 1991
- Cuentos. 1981
  - Einzelerz., Übers. José Antonio Friedl Zapata: Die Überlebenden. (Santelices) In: Ein neuer Name, ein fremdes Gesicht. 26 Erzählungen aus Lateinamerika. Hg. wie Übers. Sammlung Luchterhand, 834. Neuwied, 1987, 1989, S. 168–194
- El jardín de al lado (Roman), 1981
- Poemas de un novelista (Lyrik), 1981
- Cuatro para Delfina (Roman), 1982
- La desesperanza (Roman), 1986, dt. Die Toteninsel, 1987
- Taratura y naturaleza muerta con cachimba (Roman), 1989
- Donde van a morir los elefantes (Roman), 1995
- Conjeturas sobre la memoria de mi tribu (Memoiren), 1996
- Nueve novelas breves (Roman), 1997
- El mocho (Roman), 1997